# Władysław Gaik
Władysław Gaik ps. Krzaczek (ur. 1914, zm. 1944) – polski działacz konspiracyjny w czasie II wojny światowej, żołnierz Gwardii Ludowej, delegowany przez Gwardię do udzielenia pomocy bojownikom getta warszawskiego podczas schyłkowej fazy powstania. Według relacji Cywii Lubetkin, był także niemieckim kolaborantem.

## Życiorys
Władysław Gaik znany jest z pomocy udzielonej podczas ewakuacji bojowców Żydowskiej Organizacji Bojowej z płonącego getta kanałami na ulicę Prostą w Warszawie. Akcję organizował Symcha Ratajzer-Rotem ps. „Kazik”, a Gaik między innymi wynajął w firmie transportowej ciężarówkę, która o 10:00 rano 10 maja 1943 podjechała w pobliże włazu i wywiozła żydowskich bojowców w okolice Łomianek. Uratowano wtedy między innymi Cywię Lubetkin i Marka Edelmana. 
Jak podaje Cywia Lubetkin w swoich wspomnieniach, Gaik okazał się w późniejszym okresie współpracownikiem granatowej policji, wydając w jej ręce żydowskich bojowców z Warszawy i okolic Częstochowy. Po rozpoznaniu w nim kolaboranta, został skazany na śmierć przez Gwardię Ludową i zlikwidowany w niejasnych okolicznościach w styczniu 1944. 

## Upamiętnienie
Nazwisko Gaika znajduje się na tablicy pomnika Ewakuacji Bojowników Getta Warszawskiego znajdującego się przy ulicy Prostej 51 na warszawskiej Woli, odsłoniętego w 2010.